# Parmelia tarkinensis
Parmelia tarkinensis är en lavart som beskrevs av Elix & Kantvilas. Parmelia tarkinensis ingår i släktet Parmelia och familjen Parmeliaceae.   Inga underarter finns listade i Catalogue of Life.